# Brillentäubchen
Das Brillentäubchen oder Nacktgesichttäubchen (Metriopelia ceciliae) ist eine Art der Taubenvögel, die zur Unterfamilie der Amerikanischen Kleintauben gerechnet wird. Die Art kommt ausschließlich in Südamerika vor. Im deutschen Sprachgebrauch trägt die Brillentaube einen ähnlich klingenden Namen. Diese Art gehört jedoch zur Gattung der Turteltauben (Streptopelia).

## Erscheinungsbild
Das Brillentäubchen erreicht eine Körperlänge von 16 bis 17 Zentimetern. Die Art liegt in ihrer Körpergröße damit zwischen der einer Diamanttaube und der einer Lachtaube. Die Körpergestalt des Brillentäubchens ist gedrungen, der Schwanz ist kurz.
Das Gefieder der Brillentäubchen ist überwiegend graubraun. Die Federn der Armschwingen und Flügeldecken sind dunkler mit hellgrauen bis gelblich-braunen Enden, so dass die Flügel stark getupft erscheinen. Die hellgraue Brust ist beim Männchen rosa überhaucht. Bei Weibchen fehlt dagegen dieser Rosaton oder ist nicht so ausgeprägt. Auffälligstes Merkmal der Brillentaube ist der leuchtend gelbe Augenring, der von einem weiteren, aber deutlich schmäleren und schwarzen Augenring umgeben ist. Der Schnabel ist dunkel. Die Iris ist hellbraun.

## Verbreitung, Bestand und Lebensraum

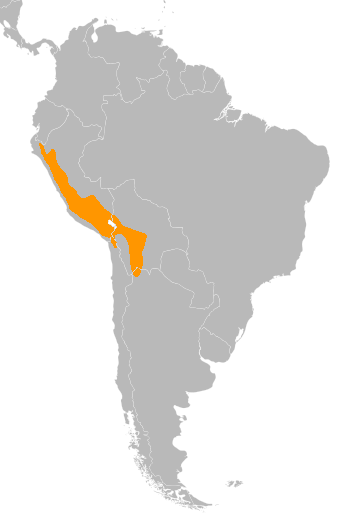
Verbreitungskarte der Brillentäubchen

Das Verbreitungsgebiet der Brillentaube erstreckt sich über den Norden Perus bis in den Nordwesten von Chile. Sie kommt außerdem im Westen von Bolivien und im Nordwesten von Argentinien vor. Die Bestandsdichte innerhalb dieses Verbreitungsgebietes ist sehr unterschiedlich. In Teilbereichen ist das Brillentäubchen eine sehr häufige Art.
Der Lebensraum der Brillentäubchen sind aride und semiaride Regionen. Zum Lebensraum gehört unter anderem die Atacamawüste und im Gebirge gelegene trockene Gebirgstäler. In Peru und Chile kommt sie auch im Tiefland der Küste vor. In diesen beiden Ländern hat sie sich auch menschlichen Siedlungsraum erschlossen. Sie ist aber noch in Höhen von 4.500 Metern anzutreffen. In Argentinien kommt sie nur in Höhenlagen zwischen 2.500 und 3.500 Metern vor. Sie hält sich fast ausschließlich in sehr felsigem Gelände auf, sucht aber auch auf angrenzenden offenen Gelände nach Nahrung.

## Lebensweise
Das Brillentäubchen ist ein Standvogel. Die Art unternimmt jedoch täglich größere Höhenwanderungen, wenn sie zwischen ihren Ruheplätzen und ihren Nahrungsgründen umherziehen. Die Art ist nicht sehr scheu, jedoch sehr unauffällig. Die Nahrung wird fast ausschließlich auf dem Boden gesucht. Aufgescheuchte Brillentäubchen fliegen mit lautem Flügelklatschen auf. Die Fortpflanzungszeit ist abhängig vom jeweiligen Verbreitungsgebiet. In Chile brütet die Art im März, in Peru dagegen im Zeitraum Juli bis November. Das Nest wird in Baumhöhlen, Felsnischen sowie in menschlichen Siedlungsräumen an oder in Gebäuden errichtet. Das Gelege besteht aus zwei Eiern.

## Haltung in menschlicher Obhut
Brillentäubchen wurden erstmals im Jahre 1939 nach Europa gebracht. Die Welterstzucht dieser Art gelang 1960 in den Vereinigten Staaten. Die europäische Erstzucht gelang 1970 in Frankreich. Brillentäubchen benötigen speziell eingerichtete Volieren, da sie sich auf Zweigen nur schlecht festhalten können. Volieren zur Haltung benötigen große Steine, Baumstämme, Sitzbretter und armdicke Äste.

## Etymologie und Forschungsgeschichte
René Primevère Lesson beschrieb das Brillentäubchen unter Protonym Columba (Chamœpelia) Ceciliœ.
Der Begriff „Metriopelia“ leitet sich aus den griechischen Worten „metrios Φαέθων“ für „bescheiden, mäßig, mittel“ und „peleia, πελεια“ für „Taube“ ab.
Das Artepitheton »Ceciliae« wurde zu Ehren seiner Tochter Cécile Estelle Atala Gautrau geb. Lesson (1819–1845) vergeben. In seine Widmung schrieb Lesson:

„Cet oiseau vit au Pérou. Il est consacré à madame Gautrau, née Cécile Lesson.“

## Belege

### Weblink
- Metriopelia ceciliae in der Roten Liste gefährdeter Arten der IUCN 2013.1. Eingestellt von: BirdLife International, 2012. Abgerufen am 30. Oktober 2013.